# Миколас, Майлз
Майлз Тайс Миколас (англ. Miles Tice Mikolas, 23 августа 1988, Джупитер) — американский бейсболист, питчер клуба МЛБ «Сент-Луис Кардиналс».

## Карьера
На драфте МЛБ 2009 года Миколас был выбран «Сан-Диего Падрес» в седьмом раунде. В 2011 году, во время выступлений в Аризонской осенней лиге, перед одним из матчей Майлз съел живую ящерицу, после чего получил от партнёров прозвище Lizard King. В основном составе он дебютировал в 2012 году и сыграл за клуб в 25 матчах, одержав две победы при одном поражении и пропускаемости ERA 3,62. Большую часть сезона 2013 года Майлз провёл в «Тусон Падрес» в AAA-лиге, сделав 26 сейвов в 54 играх. 20 ноября «Падрес» выставили его на драфт отказов, после чего Миколас перешёл в «Питтсбург Пайрэтс». 30 декабря Майлза обменяли в «Техас Рейнджерс».
Проведя сезон 2014 года в «Рейнджерс», Миколас на следующие три года уехал играть в Японию. С 2015 по 2017 год он выступал в качестве стартового питчера клуба «Ёмиури Джайентс». В последний год выступлений Майлз стал лучшим в Центральной лиге по числу страйк-аутов и сыгранных иннингов.
В декабре 2017 года он вернулся в МЛБ, подписав двухлетний контракт с «Сент-Луис Кардиналс». Летом 2018 года, по результатам голосования болельщиков, Миколас получил приглашение на Матч всех звёзд, но в игре участия не принял из-за выхода на поле в регулярном чемпионате несколькими днями ранее. Его место в составе занял питчер «Лос-Анджелес Доджерс» Росс Стриплинг.